# Holger Weidemann
Holger Weidemann (* 1954) ist ein deutscher Jurist. Er ist Verfasser von Fach- und Ausbildungsliteratur zum Verwaltungsrecht und war bis zu seiner Pensionierung stellvertretender Leiter des Niedersächsischen Studieninstitutes für kommunale Verwaltung Hannover e.V.

## Leben
Weidemann ging zunächst einer Tätigkeit für den Bremer Senat in der Umweltabteilung nach. Von Dezember 1987 bis Juli 1990 war er Bürgermeister von Reinfeld. Ab Juli 1990 war Weidemann Dozent und später Professor an der Verwaltungsfachschule in Hannover. Schließlich war er bis September 2020 stellvertretender Leiter des Niedersächsischen Studieninstitutes für kommunale Verwaltung Hannover e.V.
Weidemann ist Autor von zahlreichen Lehr- und Ausbildungsbüchern, Gesetzeskommentaren sowie Fachaufsätzen zum Verwaltungsrecht und zum Verfahrensrecht. Er ist (Mit-)Herausgeber und Chefredakteur der Zeitschrift DVP.
Aus Anlass seiner Pensionierung widmeten ihm seine Kolleginnen und Kollegen eine Festschrift mit dem Titel Zukunft der Verwaltung – Verwaltung der Zukunft.

## Schriften (Auswahl)
- Allgemeines Verwaltungsrecht und Verwaltungsrechtsschutz. Stuttgart : Deutscher Gemeindeverlag, 2014, 16. Aufl.
- Verwaltungszustellungsgesetz. Wiesbaden : Kommunal- und Schul-Verl., 2015
- mit Horst Suckow: Allgemeines Verwaltungsrecht und Verwaltungsrechtsschutz. Stuttgart : Verlag W. Kohlhammer, 2021, 17., überarbeitete Auflage
- mit Helmut Globisch et al.: Kommunales Gefahrenabwehrrecht in Niedersachsen. Hamburg : Maximilian Verlag, 2024, 2. Auflage

Herausgeberschaft:
- mit Michael Koop (Hrsg.): Schriftenreihe der Kommunalen Hochschule für Verwaltung in Niedersachsen. 42 Bände.[3]